# Pycnosiphorus marginipennis
Pycnosiphorus marginipennis is een keversoort uit de familie vliegende herten (Lucanidae). De wetenschappelijke naam van de soort is voor het eerst geldig gepubliceerd in 1870 door Deyrolle.